# 米尼奧大學
米尼奧大學（Universidade do Minho）是位於葡萄牙米尼奧省的一所公立大學，在布拉加、基馬拉斯有多個校區。
米尼奧大學創立於1973年，是葡萄牙的新大學之一。按世界大學網路排名，該大學在2019年位列國內第4，全球第404。

## 外部連接
- 官方网站